# Cryptotis endersi
Cryptotis endersi is een zoogdier uit de familie van de spitsmuizen (Soricidae).
Cryptotis endersi heeft een lichaamslengte van 8 cm en een staartlengte van 5 cm. Deze soort is groter en langhariger dan Cryptotis nigrescens, die in hetzelfde gebied voorkomt. Cryptotis endersi leeft in geïsoleerde nevelwoudgebieden tussen de 1.200 en 1.800 meter hoogte aan de Caribische zijde van de Cordillera de Talamanca en de Cordillera de Chiriquí in westelijk Panama en mogelijk zuidoostelijk Costa Rica. Deze spitsmuis is zeldzaam en er is slechts een beperkt aantal exemplaren bekend.